# شانشی کوکینگ
شانشی کوکینگ (انگلیسی: Shanxi Coking) شرکت زغال‌سنگ چینی است، که در سال ۱۹۹۵ تأسیس شد.